# チリにおけるパレスチナ人のコミュニティ
チリにおけるパレスチナ人のコミュニティは、アラブ世界外最大のパレスチナ人コミュニティだと信じられている。彼等はアラブ系チリ人の人口の9/10からそれ以上を占めている。おおよそ350,000人のパレスチナ系の子孫が居住していると信じられ、彼らの移住による影響は広くに明らかなものである。

## 移住史
最初期のパレスチナ人移民は1850年代のクリミア戦争の最中にやってきており、彼等はビジネスマンとして、さらに農業にて働いた。チリの気候はとても彼等の故郷のそれと似ており、彼等の成功を許した。その他の移民は第一次世界大戦の最中と第一次中東戦争（パレスチナ戦争）の後に到着した。出身としてはベイト・ジャラ、ベツレヘム、ベイト・サフールのような都市からの移住者が主だっていた。これらの初期の移民のほとんどはキリスト教徒だった。彼等はたいていアルゼンチンの港に上陸し、ラバと共にアンデス山脈を越えてチリに入った。
これらのかつての移民とは別に、2008年4月に117人をシリア＝イラク国境のアル＝タニフ付近を通るアル＝ワリード難民キャンプから受け入れたように、チリはまた後のパレスチナ難民をも受け入れている。

## 宗教
多くのチリのパレスチナ人コミュニティはキリスト教を信仰しており、事実チリでディアスポラにあるパレスチナのキリスト教徒の数だけで彼等の故郷に留まったキリスト教徒の数に貢献しているのである。サンティアゴの初期のパレスチナ教会である、サン・ホルヘ正教会は1917年に建立された。

## 共同体組織
Club Palestinoはサンティアゴの一流のソシアル・クラブの一つである。水泳、テニス、食事施設を提供している。el Palestinoなるサッカーチームも存在し、ユニフォームの色は伝統的なパレスチナカラーの赤、緑、白である。
中東の情勢は数千マイル離れたチリにてイスラエル人とパレスチナ人のコミュニティの緊張を招く。例えば通商会館長でパレスチナ系のバリオ・パトロナートは2006年にレバノン侵攻に反対して抵抗運動を組織しレバノンの国旗とパレスチナの旗をその期間中区域の通りに掲揚していた。その他の場合では、Club Palestinoの外側と、さらにColegio Árabe（アラブ学校）の正面で何者かが歩道に"Árabe=terrorismo"（アラブ＝テロリズム）、"Palestina no existe"（パレスチナは存在しない）と書いた。

## 文学において
ヴァルテル・ガリブのEl viajero de la alfombra mágicaやロベルト・サラーのLos turcos、ハイメ・アレスのPeregrino de ojos brillantesのような多くのチリの小説がパレスチナ人キャラクターを描き、チリにおけるパレスチナ移民の体験を議論している。

## 著名な人物
- カルロス・アブモール - ビジネスマン、投資家
- ホセ・サイード - ビジネスマン
- ミゲル・リティン - 映画監督、シナリオライター
- アルベロ・サイエ - ビジネスマン
- ラウル・ハスブン - カトリックの司祭
- ロベルト・ビシャラ - サッカー選手
- ニコラス・ジャー - 音楽家。父がパレスチナ系チリ人

## 脚註
1. 1 2 3 4 5  Holston, Mark (2005-11-01), “Orgullosos palestinos de Chile”, Américas, ISSN 0379-0975,  オリジナルの2012年5月5日時点におけるアーカイブ。 2009年7月29日閲覧。
2. ↑  “Los palestinos miran con esperanza su futuro en Chile sin olvidar Gaza e Irak”, El Economista, (2009-02-11) 2009年7月29日閲覧。
3. ↑  Samamé 2003, p. 52
4. ↑  Cerda, Claudio (2009-01-13), “In remote Chile, Palestinians pray for cease-fire”, Reuters 2009年8月2日閲覧。
5. ↑  Henríquez, Andrea (2008-03-31), “Chile recibirá a refugiados palestinos”, BBC World 2009年7月29日閲覧。
6. 1 2  “Palestino lucha por la paz desde Patronato: Carlos Abusleme chantó banderas en honor a los caídos del pueblo libanés”, La Cuarta, (2006-08-09) 2009年7月29日閲覧。
7. ↑  Aguirre, Leslie; Prieto, M. Francisca (2008-12-29), “Palestinos e israelíes en Chile: La situación en Gaza es una "pena"”, El Mercurio 2009年7月29日閲覧。
8. ↑  “Palestinos inquietos por rayados ofensivos”, Diario el Día 2009年7月30日閲覧。
9. ↑  Samamé 2003